# Homestory
Homestory ist eine von deutschsprachigen Medien geprägte Bezeichnung für einen journalistischen Beitrag, bei der private Seiten einer prominenten Person dargestellt werden – in Form eines Textes, einer Foto-Geschichte oder eines Films. Der Begriff wird sowohl redaktionsintern als auch allgemeinsprachlich gegenüber der Leserschaft benutzt. Das Wort „Homestory“ ist ein Scheinanglizismus.

## Merkmale
Homestorys sind insbesondere in den Boulevardmedien verbreitet. Die prominente Person wird in häuslicher Wohnumgebung (englisch home) porträtiert; Details aus ihrem Privatleben werden dargestellt. Es geht nicht um eigentlich journalistische Inhalte und Informationen. Homestorys erfüllen nach Ansicht einiger Autoren mehrfache Bedürfnisse und Interessen:
- Es gibt ein Interesse der Leserschaft der Klatschpresse an den privaten Seiten von Stars und Prominenten.
- Durch das freiwillige Einverständnis zu Homestorys versuchen einige Prominente, Paparazzi zuvorzukommen und ihr öffentliches Image bewusst zu steuern.
- Gelegentlich werden Homestorys auch inszeniert, weil Prominente mit schlechtem Image ihr Image verbessern wollen.
- Das Interesse der Medien besteht in der Absicht, mit einer Homestory eine Quoten- oder Auflagensteigerung zu erzielen.

Da der Begriff Homestory als im privaten Wohnumfeld einer Person entstandener Bericht allgemein bekannt ist, wird er auch für Darstellungen aus dem Bereich der Architektur oder Innenarchitektur verwendet. Hierbei liegt der Schwerpunkt dann auf der Gestaltung der Wohnung bzw. des Hauses und nicht auf den darin wohnenden, meist auch gar nicht prominenten Personen. Solche Homestorys, die meist in Einrichtungsmagazinen erscheinen, erfüllen ebenfalls Unterhaltungsfunktion, da sie meist überwiegend an ein interessiertes Laienpublikum gerichtet sind und weniger an Fachleute.

## Beispiele
Ein gutes Beispiel für den misslungenen Versuch, durch eine Homestory in der Öffentlichkeit Sympathie zu erzeugen, ist der ehemalige Bundesverteidigungsminister Rudolf Scharping, der sich unter anderem für die Zeitschrift Bunte mit seiner Lebensgefährtin Kristina Gräfin Pilati-Borggreve im Swimming-Pool ablichten ließ, während zeitgleich die Bundeswehr unmittelbar vor einem Einsatz in Mazedonien stand.
Der Liedermacher Reinhard Mey karikierte das Thema in seinem Hit „Die Homestory“.